# Тёрнквист, Турбьёрн
Турбьёрн Тёрнкви́ст (швед. Torbjörn Törnqvist; род. 1953, Стокгольм) — шведский предприниматель, генеральный директор и владелец контрольного пакета акций Gunvor.

## Биография
После получения степени магистра делового администрирования в Стокгольмском университете, Тёрнквист работал сотрудником планового отдела British Petroleum. Затем он взял на себя управление отдела по нефтяной торговле в Scandinavian Trading Co (Скандинавской торговой компанией) (до 1989 года), позднее глава отдела нефти Intermaritime Group Petrotrade.
В 1997 году он основал вместе со своим партнером Геннадием Тимченко нефтяную торговую компанию Gunvor, сегодня она является одним из крупнейших предприятий в Швейцарии. В ответ на аннексию Крыма Россией Тимченко был включён Соединенными Штатами в список лиц, которым угрожают санкции. В марте 2014 года незадолго до вступления санкций в силу Тёрнквист возглавил Gunvor и приобрёл долю акций, принадлежавшую Тимченко, сосредоточив в своих руках контрольный пакет в 87 %.
Тёрнквист является почетным консулом Швеции в Женеве.